# Вольная борьба на летних Олимпийских играх 1964 — до 57 кг
Соревнования по вольной борьбе в рамках Олимпийских игр 1964 года в легчайшем весе (до 57 килограммов) прошли в Токио с 11 по 14 октября 1964 года в «Komazawa Gymnasium».
Турнир проводился по системе с начислением штрафных баллов. За чистую победу штрафные баллы не начислялись, за победу по очкам борец получал один штрафной балл, за ничью два штрафных балла, за поражение по очкам три штрафных балла, за чистое поражение — четыре штрафных балла. Борец, набравший шесть штрафных баллов, из турнира выбывал. Трое оставшихся борцов выходили в финал, где проводили встречи между собой. Встречи между финалистами, состоявшиеся в предварительных схватках, шли в зачёт. Схватка по регламенту турнира продолжалась 10 минут с перерывом в одну минуту после пяти минут борьбы. Была отменена обязательная борьба в партере; теперь в партер ставили менее активного борца.
В легчайшем весе боролись 20 участников. Самым молодым участником был 19-летний Пекка Аланен, самым возрастным 31-летний Хюсейин Акбаш. В категории боролись сильные соперники: четырёхкратный чемпион мира, бронзовый призёр Олимпийских игр 1956 года Хюсейин Акбаш, действующий чемпион мира по вольной борьбе Айдын Ибрагимов, действующий чемпион мира по греко-римской борьбе Янош Варга. Акбаш и Ибрагимов сумели выйти в финал, вместе с Ёдзиро Уэтакэ, ни разу не выступавшего на международных турнирах. Финалисты не встречались между собой до финальных встреч, поэтому был проведён полноценный круговой турнир. Уэтакэ и Акбаш победили Ибрагимова, и он остался третьим. В финальной встрече молодой, 21-летний Уэтакэ победил Акбаша со счётом 3-2, и завоевал золотую медаль, а прославленный турецкий ветеран борьбы остался только с «серебром», так и не сумев стать за свою карьеру олимпийским чемпионом.

## Призовые места
- Ёдзиро Уэтакэ (JPN)
- Хюсейин Акбаш (TUR)
- Айдын Ибрагимов (URS)

## Первый круг
| Штрафных баллов | Участник 1                | Результат   | Участник 2                 | Штрафных баллов |
| --------------- | ------------------------- | ----------- | -------------------------- | --------------- |
| 0               | Янош Варга (HUN)          | Туше (1:26) | Тортильяно Тумассис (PHI)  | 4               |
| 0               | Чхве Ён Гиль (KOR)        | Туше (4:31) | Кевин МакГрат (AUS)        | 4               |
| 1               | Мухаммад Сирай-Дин (PAK)  | По очкам    | Уолтер Пиллинг (GBR)       | 3               |
| 0               | Ёдзиро Уэтакэ (JPN)       | Туше (9:01) | Карл Додримонт (EUA)       | 4               |
| 1               | Хюсейин Акбаш (TUR)       | По очкам    | Мохаммад Дауд Анвари (AFG) | 3               |
| 2               | Абдуллах Ходабандех (IRI) | Ничья       | Младен Георгиев (BUL)      | 2               |
| 0               | Бишамбар Сингх (IND)      | Туше (2:16) | Рубен Лейбович (ARG)       | 4               |
| 1               | Дэвид Аубл (USA)          | По очкам    | Базарин Сухбаатар (MGL)    | 3               |
| 1               | Кодзи Хирабаиси (CAN)     | По очкам    | Пекка Аланен (FIN)         | 3               |
| 1               | Айдын Ибрагимов (URS)     | По очкам    | Мойзес Лопес (MEX)         | 3               |

## Второй круг
| Штрафных баллов | Участник 1                | Результат   | Участник 2                 | Штрафных баллов |
| --------------- | ------------------------- | ----------- | -------------------------- | --------------- |
| 0               | Янош Варга (HUN)          | Туше (3:07) | Кевин МакГрат (AUS)        | 8               |
| 0               | Чхве Ён Гиль (KOR)        | Туше (2:10) | Тортильяно Тумассис (PHI)  | 8               |
| 0               | Ёдзиро Уэтакэ (JPN)       | Туше (8:14) | Уолтер Пиллинг (GBR)       | 7               |
| 1               | Дэвид Аубл (USA)          | Туше (2:46) | Рубен Лейбович (ARG)       | 7               |
| 2               | Мухаммад Сирай-Дин (PAK)  | По очкам    | Карл Додримонт (EUA)       | 7               |
| 2               | Айдын Ибрагимов (URS)     | По очкам    | Кодзи Хирабаиси (CAN)¹     | 4               |
| 3               | Абдуллах Ходабандех (IRI) | По очкам    | Мохаммад Дауд Анвари (AFG) | 6               |
| 3               | Хюсейин Акбаш (TUR)       | Ничья       | Младен Георгиев (BUL)      | 4               |
| 1               | Бишамбар Сингх (IND)      | По очкам    | Базарин Сухбаатар (MGL)    | 6               |
| 5               | Мойзес Лопес (MEX)        | Ничья       | Пекка Аланен (FIN)         | 5               |

¹ Снялся с соревнований

## Третий круг
| Штрафных баллов | Участник 1            | Результат | Участник 2                | Штрафных баллов |
| --------------- | --------------------- | --------- | ------------------------- | --------------- |
| 1               | Чхве Ён Гиль (KOR)    | По очкам  | Янош Варга (HUN)          | 3               |
| 1               | Ёдзиро Уэтакэ (JPN)   | По очкам  | Мухаммад Сирай-Дин (PAK)  | 5               |
| 4               | Хюсейин Акбаш (TUR)   | По очкам  | Абдуллах Ходабандех (IRI) | 6               |
| 2               | Дэвид Аубл (USA)      | По очкам  | Младен Георгиев (BUL)     | 7               |
| 2               | Бишамбар Сингх (IND)  | По очкам  | Мойзес Лопес (MEX)        | 8               |
| 2               | Айдын Ибрагимов (URS) | По очкам  | Пекка Аланен (FIN)        | 8               |

## Четвёртый круг
| Штрафных баллов | Участник 1            | Результат   | Участник 2           | Штрафных баллов |
| --------------- | --------------------- | ----------- | -------------------- | --------------- |
| 2               | Ёдзиро Уэтакэ (JPN)   | По очкам    | Чхве Ён Гиль (KOR)   | 4               |
| 4               | Хюсейин Акбаш (TUR)   | Туше (8:10) | Янош Варга (HUN)     | 7               |
| 3               | Дэвид Аубл (USA)      | По очкам    | Бишамбар Сингх (IND) | 5               |
| 2               | Айдын Ибрагимов (URS) | Пропускал   |                      |                 |

## Пятый круг
| Штрафных баллов | Участник 1            | Результат | Участник 2           | Штрафных баллов |
| --------------- | --------------------- | --------- | -------------------- | --------------- |
| 3               | Айдын Ибрагимов (URS) | По очкам  | Чхве Ён Гиль (KOR)   | 7               |
| 3               | Ёдзиро Уэтакэ (JPN)   | По очкам  | Дэвид Аубл (USA)     | 6               |
| 5               | Хюсейин Акбаш (TUR)   | По очкам  | Бишамбар Сингх (IND) | 8               |

## Финал

### Встреча 1
| Штрафных баллов | Участник 1          | Результат | Участник 2            | Штрафных баллов |
| --------------- | ------------------- | --------- | --------------------- | --------------- |
|                 | Ёдзиро Уэтакэ (JPN) | По очкам  | Айдын Ибрагимов (URS) |                 |
| 3               | Хюсейин Акбаш (TUR) | Пропускал |                       |                 |

### Встреча 2
| Штрафных баллов | Участник 1          | Результат | Участник 2            | Штрафных баллов |
| --------------- | ------------------- | --------- | --------------------- | --------------- |
|                 | Хюсейин Акбаш (TUR) | По очкам  | Айдын Ибрагимов (URS) |                 |
| 3               | Ёдзиро Уэтакэ (JPN) | Пропускал |                       |                 |

### Встреча 3
| Штрафных баллов | Участник 1          | Результат | Участник 2          | Штрафных баллов |
| --------------- | ------------------- | --------- | ------------------- | --------------- |
|                 | Ёдзиро Уэтакэ (JPN) | По очкам  | Хюсейин Акбаш (TUR) |                 |